# 슈퍼주니어
슈퍼주니어(Super Junior)는 SM 엔터테인먼트 소속의 대한민국의 9인조 음악 그룹이다. 슈주, SJ라는 약칭으로 부르기도 한다. 2005년 11월 6일에 SM 엔터테인먼트의 이수만 프로듀서에 의해 데뷔했으며, 미디어에 의해 한류 확산에 대한 기여를 한 음악 그룹으로 여겨졌다. 정점에 달하던 시기에는 13명이 활동했다.
슈퍼주니어는 데뷔 당시에 원래 12명의 멤버(이특, 희철, 예성, 신동, 은혁, 동해, 시원, 려욱, 한경, 강인, 기범, 성민)로 구성되어 있었으며, 2006년에 규현이 합류했다. 2009년에는 베스트셀러 싱글 《Sorry, Sorry》를 발매하면서 국제적인 명성을 얻었다. 몇 년 동안에 걸쳐 그들은 다른 음악 산업과 관객들을 동시에 겨냥한 유닛 그룹을 결성하기도 했다. 그들의 성공과 만능 엔터테이너로서의 인기는 다른 한국 엔터테인먼트 관리들로 하여금 그들의 음악 그룹을 연예 산업의 다른 측면에서도 훈련시키기 시작하도록 이끌었다.
2009년에는 한경이 SM 엔터테인먼트와의 불리한 계약 조건에 항의하여 2011년에 탈퇴하고 소송을 제기했다. 2015년에는 SM 엔터테인먼트와의 계약이 만료된 기범이 탈퇴했고, 2019년에는 강인이 자발적으로 탈퇴했다. 2021년 기준으로 활동 중인 멤버는 9명(이특, 희철, 예성, 신동, 동해, 은혁, 시원, 려욱, 규현)이다. 성민은 2015년 이후부터 슈퍼주니어 활동을 중단한 상태이다.
슈퍼주니어는 4년 연속 가장 많이 팔린 K-pop 아티스트였다. 이 그룹은 엠넷 아시안 뮤직 어워드에서 13개의 음악상, 골든 디스크 어워드에서 19개의 음악상을 받았으며, 2003년 jtL에 이어 2008년 MTV 아시아 어워드에서 한국 최고의 아티스트(Favorite Artist Korea)를 수상한 2번째 가수 그룹이다. 2012년에는 MTV 유럽 뮤직 어워드에서 최우수 아시아 아티스트 후보로 올랐고, 2015년에는 틴 초이스 어워드에서 틴 초이스 어워드에서 "국제 아티스트"와 "베스트 팬덤" 상을 받았다. 슈퍼주니어는 2020년 3월에 8집 《PLAY》, 2018년 8집 리패키지 《REPLAY》, 2019년 9집 《Time Slip》, 2019년 9집 리패키지 《Timeless》를 통해 2017년부터 122주 연속 타이완 KKBOX 한국 음반 차트 1위를 달성했다. 그들의 팬덤 이름은 E.L.F(엘프)인데, 에버레스팅 프렌즈(Ever Lasting Friends, 영원한 친구)의 약자이다.

## 역사

### 2000년 ~ 2005년: 결성과 데뷔
2000년 SM엔터테인먼트는 중국 베이징 101에서 첫 해외 캐스팅 오디션을 열고 3000명의 지원자를 상대로 오디션을 본 한경을 영입했다. 같은 해 이특, 예성, 은혁은 서울에서 매년 열리는 SM엔터테인먼트의 캐스팅 시스템에 오디션을 보고 영입되었다. 성민과 동해는 2001년 SM 주관 공모전에서 공동 1위를 차지한 뒤 연습생이 됐다. 2002년 희철과 강인은 미국 캘리포니아주 로스앤젤레스에서 캐스팅 에이전시에 의해 발견된 기범과 함께 영입되었다. 시원은 2003년에 스카우트된 후 연습생이 되었다. 신동은 2004년에 연습생이 되었다. 려욱은 2005년에 데뷔하기 두 달 전에 열린 2004 친친 청소년 가요제에서 우승해 연습생이 됐다. 규현은 2005년 친친 청소년 축제에서 3위를 차지한 이후에 2006년에 슈퍼주니어에 합류했다.
2005년 초, 이수만은 올해 말에 데뷔하기 위해 12명의 멤버로 구성된 보이 그룹 프로젝트 그룹을 준비했다고 발표했다. 이수만은 데뷔 전 멤버 대부분이 배우, MC, 모델, 라디오 진행자로 활동한 경험으로 뽑혔기 때문에 이 노래를 아시아의 스타덤에 오르는 관문이라고 말했다. 희철과 기범은 당시 이미 기성 배우였고, 다른 멤버들 대부분은 이미 텔레비전과 미디어에 다양한 종류의 출연을 했었다. 일본의 걸 그룹 모닝구무스메(Morning Musume)의 로테이션 컨셉에 영감을 받아, 매년 새로운 멤버들이 선발 멤버를 교체하여 그룹을 지속적으로 젊고 만능으로 유지하게 하는 등 새로운 그룹도 라인업 변화를 경험하게 될 것이라고 말했다. 이 콘셉트는 당시 가요 시장에 새롭게 소개됐다.
한동안 슈퍼주니어는 O.V.E.R로 불릴 것으로 소문이 났는데, "Ovey the Voice for Every Rhythm"의 약자였다. 그러나 그룹이 현재의 이름으로 정착하기 전에는 SM 연습생이 되었을 때 멤버들의 젊은 나이를 나타내는 후배라고만 했다. 멤버들이 피크닉에서 회사에 각기 다른 재능을 선보인 후, 회사는 슈퍼주니어로 그룹명을 확정했고, 슈퍼주니어 1세대가 공식적으로 슈퍼주니어 05가 되었다. 슈퍼주니어 05가 2005년 9월 11일 음악 채널 엠넷에서 데뷔 전 무대를 가졌다. 쇼케이스에서 그들은 B2K의 〈Take It to the Floor〉에 맞춰 다양한 스타일의 힙합 댄스를 선보였다. 한경, 은혁, 동해 등도 어셔의 〈Catch Up〉에 맞춰 춤을 추며 따로 춤을 추었지만, 이 공연은 그룹 최초의 텔레비전 다큐멘터리 슈퍼주니어 쇼의 한 코너로 2006년 5월 16일까지 TV에서 방영되었다.
슈퍼주니어는 2005년 11월 6일 SBS의 음악 프로그램인 인기가요에서 첫 싱글 〈Twins (Knock Out)〉를 선보이며 공식적으로 데뷔했다. 〈Twins (Knock Out)〉, 〈You Are the One〉을 포함한 디지털 싱글이 11월 7일에 온라인에 발매되었고, 이어서 2005년 12월 5일 데뷔 앨범인 《Twins》가 발매되었다. 이 음반은 발매 첫 달에 28,536장이 팔렸고 2005년 5월 월간 차트에서 3위로 데뷔했다.

### 2006년 ~ 2007년: 〈U〉, 《Don't Don》, 상업적 성공
2006년 2월, 슈퍼주니어 05는 그들의 데뷔 앨범의 두 번째 프로모션 싱글인 〈Miracle〉의 공연을 시작했다. 〈Miracle〉이 태국의 음원차트 1위를 차지하며 국제 시장의 관심을 끌었다. 슈퍼주니어 05는 이후 2006년 3월에 태국에서 열린 파타야 음악 페스티벌에서 공연하도록 초청되어, 슈퍼주니어 05의 첫 해외 공연이 되었다. 〈Miracle〉 프로모션이 종료되면서 SM 엔터테인먼트는 슈퍼주니어의 2세대 슈퍼주니어 06의 새로운 멤버 선정을 시작했다. 회사 측은 그룹 졸업 예정자 명단까지 마련했다. 하지만 2006년 13번째 멤버 규현을 영입하면서 로테이션 개념을 포기했다. 그 후 이 그룹은 접미사 "05"가 없는 슈퍼주니어로 알려지게 되었다.
규현의 합류 이후, 슈퍼주니어는 2006년 5월 25일 공식 홈페이지를 통해 싱글 〈U〉를 무료 다운로드로 공개했다. U는 출시 5시간 만에 다운로드 40만 건을 넘어섰고, 결국 170만 건을 돌파해 서버가 다운됐다. 총 3곡의 싱글 〈U〉가 6월 6일 발매되었고, 마침내 한국에서 8만 1천 장이 넘게 팔렸다. 이 싱글은 대한민국 최고의 음악 프로그램 2개에서 5주 연속 1위를 차지하며 올해의 가장 인기 있는 곡 중 하나가 되었다. 2006년 말까지, 슈퍼주니어는 5개의 대한민국의 최고 수준의 음악 시상식에서 7개 이상의 상을 수상했으며, 제21회 골든디스크 시상식에서 3개의 최우수 신인상 중 한 명이 되었다.
2006년 말, 규현, 려욱, 예성이 슈퍼주니어의 첫 서브 유닛인 슈퍼주니어-K.R.Y를 결성하였다. 그들은 2006년 11월 5일 KBS 음악 프로그램 뮤직뱅크에서 드라마 하이에나의 첫 번째 싱글 〈The One I Love〉를 공연했다. 2007년 2월, 이특, 희철, 강인, 성민, 신동, 은혁이 트로트 유닛인 슈퍼주니어-T를 결성하였다. 2007년 2월 26일 첫 싱글 〈로꾸거!!!〉를 발매하고, 이틀 뒤 SBS 인기가요에서 데뷔 무대를 가졌다.
슈퍼주니어의 2번째 공식 앨범은 2006년 말에 발매될 예정이었지만, 여러 차례의 사고로 인해 《Don't Don》은 2007년 9월 20일까지 발매되지 못했다. 《Don't Don》은 발매 첫날 60,000장이 넘게 팔렸고 2007년 9월 월간 차트 1위에 올랐다. 《Don't Don》은 음악 평론가들로부터 엇갈린 평가를 받았지만, 이 앨범은 연말까지 160,000장 이상 팔려나가 2007년 두 번째로 많이 팔린 음반이 되었다. 슈퍼주니어는 2007 Mnet/KM 뮤직 페스티벌에서 7개의 후보에 올랐으며, 그 중 많은 이들이 시상식의 가장 높은 인지도라고 부르는 올해의 아티스트를 포함한 3개의 상을 수상하였다. 슈퍼주니어가 제22회 골든디스크 시상식에서 디스크 본상(올해의 레코드)을 포함해 두 개의 상을 추가로 수상했다.

### 2008년 ~ 2009년: 《Sorry, Sorry》, 돌파구

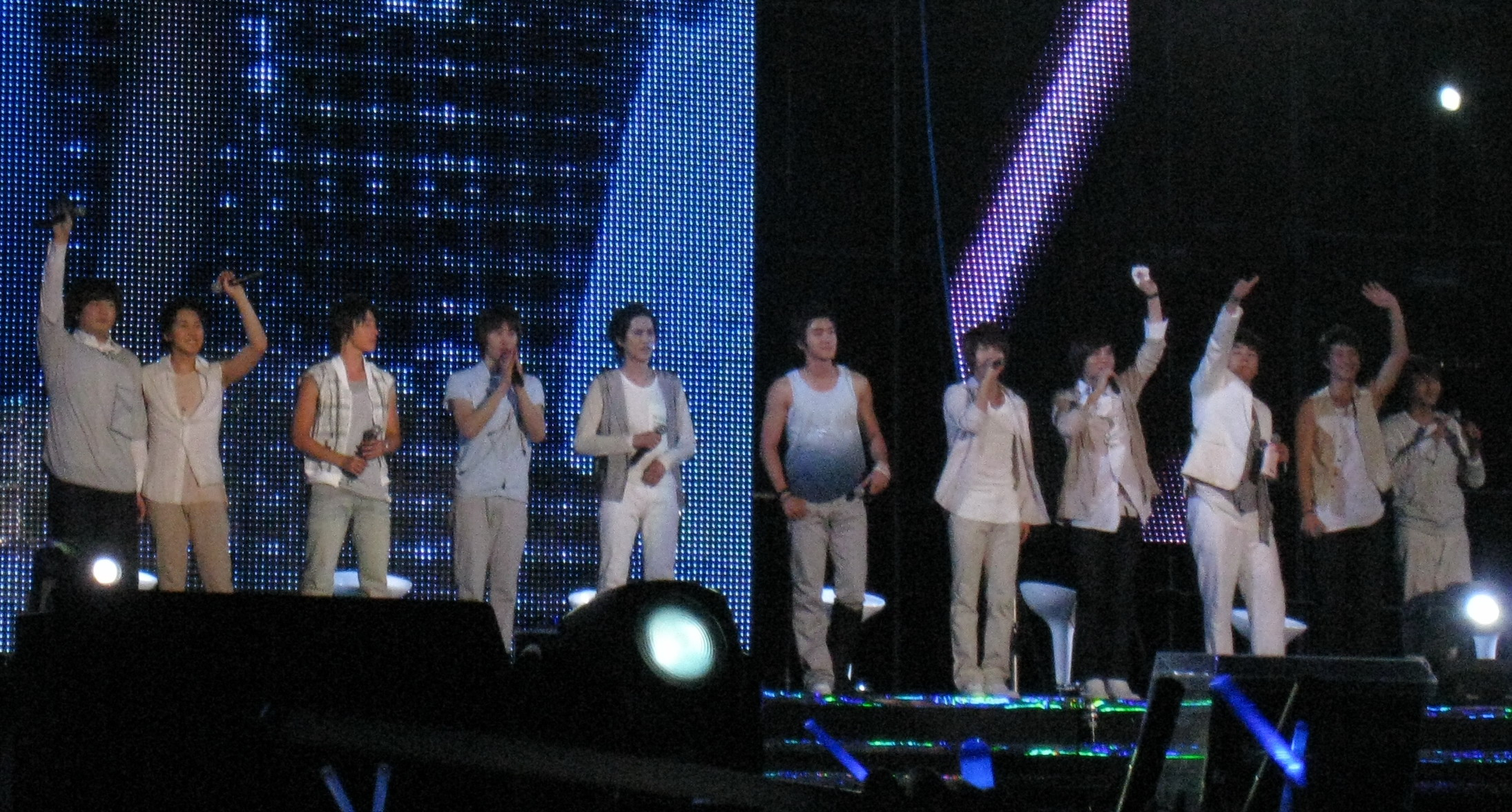
태국 방콕에서 열린 SMTown Live '08 공연에 참가한 슈퍼주니어

2008년 4월에 한경, 시원, 동해, 규현, 려욱이 슈퍼주니어의 만도팝(중국어 대중 음악) 유닛 그룹인 슈퍼주니어-M을 결성했는데, 헨리, 조미가 객원 멤버로 참여했다. 슈퍼주니어-M은 당초 슈퍼주니어 팬과 경영진 사이에서 갈등을 빚었지만, 슈퍼주니어-M은 슈퍼주니어의 가장 성공적인 유닛 그룹으로 거듭나서 홍콩에서 2번의 콘서트를 매진시키며 중국 버라이어티 프로그램에 출연해 주간 시청률 1위를 차지했으며, 중국 내에서 계약을 맺은 아이돌 그룹 가운데 가장 많은 지지를 받았다. 슈퍼주니어-M은 중국 가요제에서 수많은 상을 수상했으며, 2번째 음반 《Super Girl》의 싱글 〈Super Girl〉이 발매되면서 평단의 호평을 얻었으며, 이 음반은 제21회 골든 멜로디 어워드에서 최우수 보컬 그룹 후보에 올랐다.
2008년 6월 5일에는 슈퍼주니어-T 멤버 4명과 예성 5명으로 구성된 슈퍼주니어의 4번째 유닛 그룹인 슈퍼주니어-H를 결성하고 1번째 EP 음반인 《요리왕 (Cooking? Cooking!)》을 공개했다. 2008년 11월에는 슈퍼주니어-T가 일본에서 데뷔 무대를 가졌고, 일본의 코미디 듀오인 모이안과의 협업을 진행했다. 《로꾸거!!!》의 일본어 버전인 《ROCK&GO》는 오리콘 데일리 차트에서 19위로 데뷔하였고, 3일 후 2위로 올라섰다.
슈퍼주니어의 1번째 아시아 전역 콘서트 투어인 Super Show가 2008년 2월 22일에 서울에서 시작되었다. 슈퍼주니어는 도쿄의 일본무도관에서 2일 동안 성공적인 팬 미팅을 열었고, 며칠 만에 12,000장의 티켓이 매진되었다. 슈퍼주니어는 이 이벤트를 보완하기 위해 일본어 버전의 〈U〉를 포함하는 컴파일된 싱글인 〈U/Twins〉를 발매했다. 싱글은 발매 첫날 일본 오리콘 데일리 차트에서 4위로 정점을 찍었고, 2위로 4계단이나 떨어졌다.  <U/Twins>  싱글은 일본 오리콘 주간 차트에서 10위 안에 든 최초의 대한민국 싱글로 신기록을 깼다.
이 그룹은 2009년 3월 12일 세 번째 스튜디오 음반 《Sorry, Sorry》를 발매했다. 《Sorry, Sorry》앨범은 첫 날 29,000장이 넘는 판매고를 올리며 한터 차트에서 1위로 데뷔한 첫 번째 앨범이었다. 발매 한 달 만에 앨범은 2009년 한국에서 가장 많이 팔린 앨범이 되었고, 결국 한국에서 25만 장 이상이 팔렸다. 타이완, 태국, 중국, 필리핀에서 가장 많이 팔린 K-pop 앨범이 되었고, 이 음반은 타이완, 태국, 중국, 필리핀에서 이 음반이 국내 음악 차트 1위에 오른 최초의 K-pop 앨범이라고 평가하였다. 이 앨범의 타이틀 싱글 〈Sorry, Sorry〉는 한국에서 10주 연속 총 10개의 1위 상을 수상하며 즉각적인 히트를 쳤고, 타이완 K-pop 싱글 차트에서 37주 동안 기록적인 1위를 지켰다.
《Sorry, Sorry》는 국내외에서 성공을 거두었고, 이후 한국에서 가장 많이 팔린 싱글이 되었다. 〈Sorry, Sorry〉는 제24회 골든 디스크 어워드에서 디스크 대상(올해의 레코드)을 포함한 여러 개의 상을 받았다. Sorry, Sorry의 성공 이후에 슈퍼주니어는 2009년 7월 17일 서울에서 두 번째 아시아 전역 콘서트 투어인 Super Show 2를 시작했다.

### 2010년 ~ 2011년: 《미인아 (BONAMANA)》, 라인업 변경 및 국제적 인정
그들의 비판적이고 상업적인 성공에도 불구하고, 그 그룹은 그들의 콘서트 투어 동안 법적 분쟁과 라인업 변경으로 인해 어려움을 겪었다. 기범은 Super Show 2 광고와 홍보 영상에 모습을 드러냈지만, 콘서트 투어에 공식 참가하지 않았고, 연기 활동을 추진하기 위해 그룹 탈퇴를 선언하기도 했다. 강인은 2009년 10월에 승객 3명을 태운 주차된 택시를 들이받아서 음주운전과 뺑소니 혐의로 기소됐다. 2009년 12월에는 한경이 SM 엔터테인먼트에 계약 해지를 신청하였는데, 그의 계약 조항은 불법적이고 가혹하며 그의 권리에 위배된다고 주장했다. 그는 이 그룹과 헤어지고 2010년 7월에 솔로 앨범 《Geng Xin》을 발매했는데, 이 앨범은 510,000장 이상이 팔렸다. 같은 달, 강인은 2년 동안의 군 복무를 완수하기 위해 그의 공백을 발표했다.
10명의 멤버만을 남겨둔 슈퍼주니어는 2010년 5월에 3번째 정규 음반인 《미인아 (BONAMANA)》를 발매하기 위해 떠났다. 《Sorry, Sorry》와 달리 비판적인 시각이 많았기 때문에 앨범은 잘 나오지 않았지만, 《Sorry, Sorry》를 제치고 한국에서 30만 장 이상 판매되었다. 《미인아 (BONAMANA)》는 원래 KFC할아버지의 뮤직 비디오와 함께 안무한 동작으로 만들어졌다. 이 음반은 61주 동안 타이완의 한국·일본 음악 차트에서 1위를 유지하며 자신들의 종전 최고 기록을 경신했다.
슈퍼주니어는 음반을 홍보하기 위해 2010년과 2011년 3번째 아시아 투어 Super Show 3에 참가했으며, 각 공연장마다 매진 콘서트를 가졌다. 2011년 2월, 슈퍼주니어는 모든 CGV와 프리머스 영화관에서 그들의 투어의 3D 영화 버전인 Super Show 3 3D를 출시했다. 이 영화는 박스오피스 6위로 데뷔하여 대한민국에서 가장 잘 팔리는 3D 영화가 되었다. 슈퍼주니어는 일본 투어를 마친 이후에 2011년 2월에 일본 타워 레코드 온라인 판매 차트에서 2위로 데뷔한 《Super Junior Japan 'Super Show 3' Opening Commemorative Album》을 발매했다. 《Super Junior Japan Limited Special Edition – Super Show 3》의 DVD 버전도 2위로 데뷔하였고, CD 버전은 10위로 데뷔하였다. 음반은 또한 5위로 데뷔했으며 이틀 연속 오리콘 데일리 차트 3위, 오리콘 주간 차트 6위에 머물렀다. 일본에서의 상업적 성공에 이어 2011년 6월에는 일본판 《BONAMANA》가 발매 첫 주 오리콘 데일리 싱글 차트 2위로 데뷔해 59,000장이 넘게 판매됐지만, SM은 정식 일본 데뷔작으로 보지 않고 있다고 밝혔다. 일본에서의 데뷔는 나중에 일어날 것이다.
슈퍼주니어는 Super Show 3 공연 도중에 SMTown Live '10 World Tour에 참가하여 다른 SM 엔터테인먼트 소속 아티스트들과 함께 미국 로스앤젤레스, 프랑스 파리, 일본 도쿄, 미국 뉴욕을 순회하며 처음으로 아시아 밖에서 공연을 했다. 슈퍼주니어의 공연은 언론으로부터 호평을 받았으며, 대중문화예술대상 문화체육관광부장관상을 받는 등 한류 확산에 기여한 공로로 대한민국 국민대중문화의 아이콘으로 영예를 안았다. 슈퍼주니어는 CNN의 토크 아시아 프로그램에 출연했고, 슈퍼주니어는 인기와 세계 음악 산업 진출을 위한 전략에 대해 이야기했다. 슈퍼주니어는 아시아를 넘어 유럽, 북아메리카, 남아메리카에서 주목을 끌며 인지도를 높였다. 페루에서는 '세계에서 가장 섹시한 남자' 30위권에 올랐고, 슬로베니아와 이란의 잡지에서는 모든 멤버들이 독점 인터뷰를 진행했다. 또한 브라질에서는 한류 팬들이 브라질에 방문하고 싶은 한국 아티스트 1위로 뽑히기도 했다. 멕시코의 TV 아스텍카와 영국의 BBC는 슈퍼주니어가 한류 효과의 선도적인 아이콘임을 인정했다.

### 2011년 ~ 2012년: 《Mr. Simple》과 Super Show 4

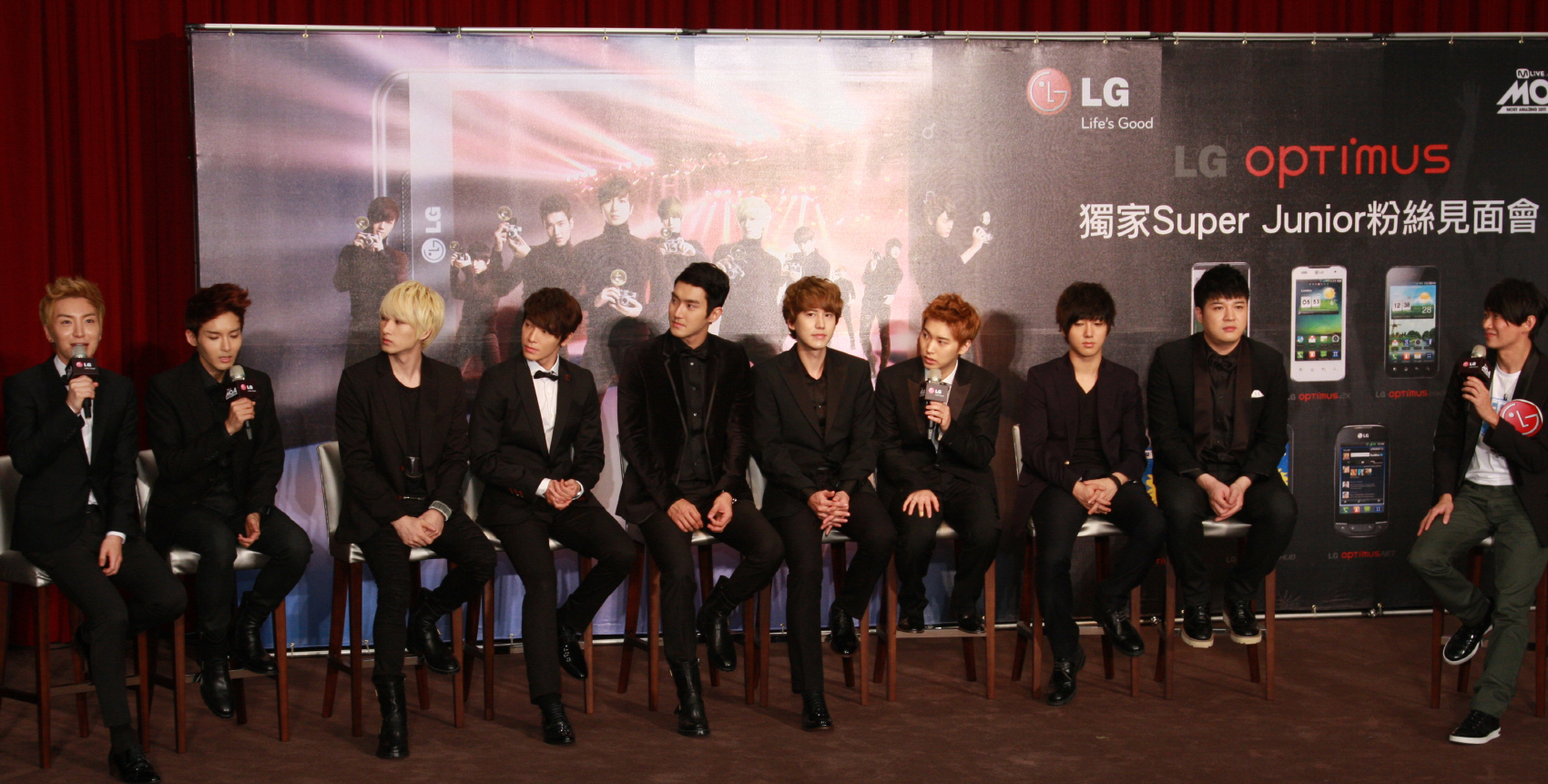
2011년 11월 타이완 가오슝에 위치한 샤토 드 신 호텔에서 열린 LG 옵티머스 팬 미팅에 참석한 슈퍼주니어

《Mr. Simple》은 287,427장의 판매고를 올리며 대한민국 가온 차트에서 1위로 데뷔했다. 앨범은 4주 동안 차트 1위를 지켰고, 2011년 10월까지 대한민국에서 441,000장 이상이 팔렸다. 음반은 빌보드 월드 앨범 차트 3위, 일본 오리콘 앨범 차트 17위로 정점을 찍었다. 이 앨범의 타이틀 싱글인 〈Mr. Simple〉은 엠넷의 음악 프로그램인 엠카운트다운에서 그룹의 컴백 첫 날에 1위를 차지하는 영예를 안았다. 2011년 9월에는 희철은 군 복무를 위해 일시적으로 그룹을 떠났다. 슈퍼주니어는 2011년 11월에 첫 월드 투어인 Super Show 4를 시작했다. 이 그룹의 2번째 일본 싱글인 〈Mr. Simple〉은 2011년 12월 7일에 일본에서 발매되었지만, SM 엔터테인먼트는 이 싱글을 공식 일본 프로모션 데뷔로 인정하지 않았다.
슈퍼주니어는 슈퍼주니어-M 멤버인 조미, 헨리와 함께 2011년 12월 13일에 발매된 《2011 Winter SMTown – The Warmest Gift》 음반에 수록된 노래 〈Santa U Are The One〉을 녹음했다. 또한 동해와 은혁은 2011년 12월 16일에 콜라보레이션 디지털 싱글 〈떴다 오빠 (Oppa, Oppa)〉를 발매하고 같은 날 뮤직뱅크에서 싱글을 선보였다. 슈퍼주니어는 2012년 1월 11일에 일본 오사카 돔에서 열린 제26회 골든디스크 시상식에 참가하였다. 이 그룹은 인기상, MSN 일본상, 디스크 본상, 대상 디스크 대상 등 4개의 상을 수상했다. 이어 2012년 1월 19일에 열린 서울가요대상 시상식에서 디스크 본상과 디스크 대상을 수상했다.
슈퍼주니어는 2012년 2월 22일에 가온 차트 어워드에서 올해의 3분기 음반상을 수상했다. 2013년 3월 13일에는 필리핀에서 열린 2012년 믹스 뮤직 어워드(Myx Music Awards)에서 〈Mr. Simple〉로 K-pop 뮤직비디오 부문을 수상했다. 슈퍼주니어는 2012년 11월부터 6개월 동안에 걸쳐 대한민국 서울, 일본 오사카, 타이완 타이베이, 싱가포르, 마카오, 태국 방콕, 프랑스 파리, 중국 상하이, 인도네시아 자카르타, 일본 도쿄 등 전 세계 10개 도시에서 월드 투어 Super Show 4를 성공적으로 마쳤다. 슈퍼주니어의 3번의 아시아 투어와 Super Show 4를 합치면 총 90만 명의 관객이 몰렸다.

### 2012년 ~ 2013년: 《Sexy, Free & Single》, Super Show 5
SM 엔터테인먼트는 2012년 6월에 강인이 2012년 7월 1일에 온라인으로 발매된 6집 《Sexy, Free & Single》 활동에 앞서 슈퍼주니어에 다시 합류할 것이라고 발표했다. SM이 7월 3일에 《Sexy, Free & Single》을 위한 뮤직 비디오를 발매했다. B버전 앨범은 7월 16일에 발매되었고, 표지만 다를 뿐이었다. 2012년 8월 7일에는 슈퍼주니어가 《Sexy, Free & Single》의 리패키지 앨범 《SPY》를 발표했는데, 〈SPY〉, 〈Outsider〉, 〈Only U〉, 〈하루〉(이특, 동해 작곡) 4개의 신곡이 이 음반에 수록되었다. 2012년 8월 13일에는 《SPY》의 뮤직 비디오가 공개되었다.
《Sexy, Free & Single》은 오스트레일리아, 프랑스, 페루, 일본을 포함한 여러 나라에서 아이튠즈에서 높은 순위를 차지했다. 이 음반은 빌보드 월드 앨범에서도 3위를 차지했다. 이 앨범은 한 달 만에 335,744장이 팔리면서 대한민국 가온 차트에서 1위로 데뷔했다. 이 음반은 3주 연속 1위를 기록했으며, 불과 2개월(7월 ~ 8월) 동안 459,182장이 팔렸다. 《Sexy, Free & Single》도 가온 앨범 차트에서 1위로 데뷔했으며, 2012년에는 356,431장이 팔렸다. 슈퍼주니어가 한터 '가수상'을 수상하며 한터 'K-Pop 아티스트 5위' 2012에서 1위에 올랐다. 슈퍼주니어는 2012년 한터 "앨범상"에서도 1위를 차지했다.
《Sexy, Free & Single》은 타이완 KKBOX KPOP 차트에서 몇 주 동안 1위를 차지했으며 모든 앨범 곡이 차트화되었다. 2012년 8월 22일에 발매된 이 싱글의 일본어 버전은 118,902대가 넘게 팔려 싱글 골드 인증을 받았다. 슈퍼주니어는 MTV 유럽 뮤직 어워드에서 최우수 아시아 아티스트 후보에 올랐고, 전 세계적으로 인기를 다시 보여주었다. 2012년 10월에 슈퍼주니어는 스타일 아이콘 어워드에서 "틴 스타일 아이콘" 상을 수상했고, 2012년 11월에는 "베스트 아티스트 그룹 어워드" 제19회 한국 연예 예술상을 수상했다.
2012년 11월 30일에 슈퍼주니어는 엠넷 아시안 뮤직 어워드에 참석하여 "올해의 앨범", "최고의 남성 글로벌 그룹", "최고의 라인상" 등 3개의 상을 수상하였다. 슈퍼주니어가 '올해의 앨범'을 수상한 지 올해로 2년째다. 그들의 Super Show 4 3D 영화는 국제 3D 페스티벌에서 "작품상"을 수상했으며, 글램과 함께 상을 수상한 유일한 가수이다. 2014년 1월 15일에는 슈퍼주니어가 제27회 골든디스크 시상식에서 "디스크 대상"을 수상했다. 슈퍼주니어가 수상한 '디스크 대상'은 이번이 3번째였고, 2번째 연속 수상(2011년 《Mr. Simple》 수상)이었다.
슈퍼주니어는 2013년 2월에 월드 투어를 발표했다. "The World Tour, Super Show 5"는 대한민국 서울을 시작으로 3월에 시작되었다. 그 후 이 그룹은 중국, 일본, 남아메리카, 북아메리카, 유럽으로 갔는데, 남아메리카 최대의 K-pop 투어였다. 2013년 11월 10일에는 은혁, 강인, 시원, 규현이 영국 옥스퍼드 대학교에 위치한 옥스퍼드 유니언 토론장에서 열린 "슈퍼주니어: 최후의 사나이"(Super Junior: The Last Man Standing) 토론회에 참석했다. 이 행사는 옥스퍼드 대학교 한국학회(OUKS), 옥스퍼드 대학교 아시아태평양학회(OAPS), 옥스퍼드 유니언이 공동 주최했다.

### 2014년 ~ 2016년: 《MAMACITA》, Super Show 6, 《Devil》, 《Magic》 , Label SJ
《MAMACITA》는 3일 동안에 걸친 판매를 통해 빌보드 월드 앨범 차트 1위에 올랐다. 슈퍼주니어는 2014년 9월에 서울에서 Super Show 6의 첫 번째 공연을 시작했다. 슈퍼주니어는 2014년 9월 19일부터 21일까지 서울 잠실실내체육관에서 3일 동안 열린 콘서트를 성공적으로 마쳤고, 2014년 9월 21일 전 세계에서 100번째 콘서트를 열었다. 슈퍼주니어는 전 세계에서 100번의 콘서트를 연 최초의 대한민국 출신 아티스트이다. 슈퍼주니어는 10월 27일에 〈This Is Love〉라는 《MAMACITA》를 위한 스페셜 에디션을 출시했다. 7집 수록곡 9곡, 편곡 〈This Is Love (Stage Version)〉 등 총 13곡이 수록돼 있다. 〈This Is Love〉는 발매되자마자 한터 차트, 신나라 레코드 등 실시간 차트 1위에 올랐다.
2015년 7월 8일에 SM 엔터테인먼트는 예성이 7월 16일에 온라인과 상점에서 발매한 스페셜 앨범인 《Devil》 활동을 앞두고 슈퍼주니어에 재합류할 것이라고 발표했다. 음반은 또한 유나이티드 월드 차트에서 그 주 동안 가장 많이 팔린 음반이었다. 슈퍼주니어가 7월 11일부터 12일까지 이틀에 걸쳐 서울에서 열린 앙코르 콘서트 슈퍼쇼 6에서 첫 선을 보였다. 그들은 타이틀 곡인 〈Devil〉, 〈We Can〉, 〈Don't Wake Me Up〉, 〈Alright〉를 포함한 4곡의 앨범을 선보였다. 슈퍼주니어는 8월 16일에 틴 초이스 어워드에서 "국제 아티스트"와 "베스트 팬덤"이라는 2개의 상을 받았다. 이틀 후, 기범은 2009년부터 활동을 중단한 채 인스타그램을 통해 SM 엔터테인먼트와 슈퍼주니어의 탈퇴를 발표했다. 기범은 2021년 1월 24일에 희철과 함께 유튜브 코너에서 탈퇴 이유를 밝히며 그룹 참여에 대한 당혹감과 자해 욕구를 언급했다.
2015년 9월 10일에는 SM 엔터테인먼트가 슈퍼주니어가 9월 16일에 스페셜 10주년 기념 앨범인 《Magic》 2부를 발매했다고 발표했다. 이 앨범은 총 14개의 트랙에 대해 기존의 스페셜 앨범인 《Devil》의 10개의 트랙을 비롯하여 리드 싱글인 〈Magic〉, 〈You Got It〉, 〈 도로시 (Dorothy)〉, 〈Sarang♥〉을 포함하여 그룹을 사랑하고 지지한 팬들에게 감사하기 위해 기획되었다. 이 앨범은 은혁, 동해, 시원이 입대하기 전에 발표한 마지막 앨범이었는데, 은혁은 10월 13일에 현역 입대했고, 동해는 10월 15일에, 시원은 11월 19일에 각각 입대했다.
2015년 11월 6일에는 SM 엔터테인먼트가 슈퍼주니어의 데뷔 10주년 기념일에 슈퍼주니어가 그들만의 독점적인 레이블 매니지먼트인 Label SJ을 설립했다고 밝혔다. SM은 "슈퍼주니어의 전폭적인 지원과 그룹 관리에 이상적인 시스템을 제공하기 위해 Label SJ를 설립했다"고 밝혔다. 새 레이블은 SM과 제휴할 예정이지만 슈퍼주니어의 운영, 앨범 제작, 그룹, 유닛, 개인 활동 등을 독자적이고 전적으로 담당하게 된다. 2016년 10월 11일에는 려욱이 현역 군 복무를 시작했고, 2017년 5월 25일에는 규현이 공익근무요원으로서 군 복무를 시작했다.

### 2017년 ~ 2018년: 《PLAY》, 《One More Time》, Super Show 7
슈퍼주니어 공식 웹사이트는 2017년 9월 27일에 데뷔 12주년 기념일인 11월 6일을 향한 카운트다운을 시작했으며, 군복무를 마치면서 려욱과 규현이 빠진 8집 앨범의 컴백일로 발표했다. 《슈주 리턴즈》는 아이돌 그룹의 앨범 개발을 담은 리얼리티 쇼로서 10월 9일부터 방영되기 시작했다. 10월 30일에는 《One More Chance》의 뮤직비디오가 곧 발매될 앨범의 선공개 트랙으로 공개되었다. 이 곡은 곡의 보컬을 지도하기 위한 미묘한 빌드를 특징으로 하는 팝 록 발라드로 묘사된다. 10월 31일에는 슈퍼주니어의 레이블인 SJ Label은 최근 가족의 반려견과 관련된 치명적인 사건으로 인해 시원이 플레이 홍보 활동에 참여하지 않을 것이라고 발표했다.
11월 6일에는 슈퍼주니어가 기자 회견을 열어 같은 날에 8집 앨범 《PLAY》에 대해 이야기했다. "Play"라는 단어의 설명은 '음악 재생'과 '신나는 재생'의 2가지 의미를 결합한 것이다. 플레이는 총 10개의 트랙으로 구성되어 있으며, 〈Black Suit〉가 리드 싱글이다.같은 날 〈Black Suit〉 뮤직비디오가 공개돼 24시간 만에 조회 수 300만 회를 돌파했다. 12월 11일에는 시원이 단독으로 작곡한 슈퍼주니어의 일본 싱글 앨범인 《On and On》이 발매되었다. 2017년 12월에는 슈퍼주니어가 월드 투어인 Super Show 7을 시작했다.
2018년 4월 12일에는 《PLAY》의 리패키지 음반인 《REPLAY》가 발매될 것이라고 발표되었다. 같은 날에는 리드 싱글인 〈Lo Siento〉의 뮤직비디오가 공개되었는데, 한국어, 스페인어, 영어로 부르는 "열대 느낌의 3개 언어 댄스 곡"이다. 그래미상을 수상한 프로듀서 Play-n-Skillz가 프로듀서를 맡았으며, 미국 태생의 히스패닉 가수 레슬리 그레이스가 피처링을 담당했다. 〈Lo Siento〉는 빌보드 라틴 디지털 송 세일즈 차트에서 13위로 데뷔해 슈퍼주니어가 이 차트에 등장한 첫 번째 K-pop 아티스트가 됐다. 〈Lo Siento〉는 또한 월드 디지털 노래 판매 차트에서 2위로 데뷔했다. 2018년 7월 10일에는 려욱은 군 복무를 마쳤다. 그의 전역은 제주도에서 촬영된 슈퍼 TV 스페셜 2부에서도 상영되었다.
8월 말에는 슈퍼주니어가 2018년 9월 2일에 인도네시아 자카르타에서 열리는 2018년 아시안 게임 폐막식에서 공연할 것이라는 발표가 있었다. 희철은 건강 문제로 인하여 불참했으며, 7명의 멤버가 공연을 펼쳤다. 10월 8일에는 슈퍼주니어가 스페셜 EP인 《One More Time》을 발표했다. 음반은 려욱이 제대한 이후에 1번째 그룹 레코딩에 참여한 동명의 리드 싱글과 함께 발매되었는데, 멕시코의 밴드인 레이크가 피처링을 담당했다. 《One More Time》은 라틴 디지털 송 판매 차트에서 18위, 라틴 팝 디지털 송 판매 차트에서 5위로 데뷔했다. 《One More Time》은 월드 디지털 송 판매 차트에서 4위로 데뷔했다.

### 2019년 ~ 2022년: 강인의 탈퇴, 《Time Slip》, Super Show 8, 데뷔 15주년, 〈Star〉, 《The Renaissance》
2019년 5월 7일에 규현이 제대하면서 슈퍼주니어의 멤버들이 군 복무를 마쳤다. 7월 11일에는 강인이 SM 및 Label SJ와의 계약을 유지했지만, 자발적으로 슈퍼주니어를 떠나게 되었다. 2019년 7월 12일, 슈퍼쇼 7S 월드투어를 제다 시즌 페스티벌의 일환으로 킹 압둘라 스포츠 시티로 가져가 아시아 최초로 K-Pop 단독 콘서트를 열었다.[129][130] 서브 유닛 슈퍼주니어-K.R.Y와 슈퍼주니어-D&E도 7월 13일 페스티벌에서 공연을 한다.
슈퍼주니어의 9인 라인업은 2019년 10월 14일에 9번째 정규 앨범인 《Time Slip》을 발매했고 그동안 그룹 밖에서 개인 활동을 진행했다. 하지만 레이블 메이트이자 걸 그룹 f(x)의 멤버였던 설리의 죽음으로 인해 그들은 공연과 홍보를 일시적으로 중단했다. 이 음반은 4개의 발매 전 싱글인 〈Show〉, 〈Somebody New〉, 〈The Crown〉, 〈I Think I〉가 지원하고 있으며, 리드 싱글 〈Super Clap〉이 있다. 10월 12일에는 슈퍼주니어는 앨범 발매를 앞두고 8번째 투어에 돌입했다. 10월 20일, 슈퍼주니어는 그들의 리드 싱글 〈Super Clap〉을 공연하기 위해 인기가요에 출연하면서 활동을 재개했다. 그러나 희철은 부상으로 인해 그룹 활동에 참가하지 않았다. 음반은 주간 음악 프로그램인 엠카운트다운과 뮤직뱅크에서도 1위를 차지했다. 《Time Slip》은 2019년 12월 12일 플래티넘 앨범 인증을 받았다.
그들은 2020년 1월 29일 2번째 일본 미니 앨범 《I Think U》를 발매하였고, 이 앨범은 오리콘 데일리 앨범 차트에서 1위로 급부상했다. 2020년 5월, 슈퍼주니어는 세계 최초의 첨단 온라인 전용 라이브 콘서트 시리즈인 비욘드 라이브의 일부로 SM 엔터테인먼트와 네이버가 공동으로 주관하는 여섯 번째 라이브 콘서트 라이브 콘서트의 헤드라인을 장식할 것이라고 발표했다. 슈퍼주니어의 이번 콘서트는 코로나19 범유행의 영향으로 2020년 일본 등지에서 열린 Super Show 8 콘서트가 여러 차례 취소된 이후에 열린 첫 공연으로, 그룹 데뷔 15주년을 기념해 2020년 활동 프로젝트의 일환으로 기획됐다. 이 라이브 콘서트는 5월 31일에 열렸고 슈퍼주니어는 전 세계 123,000명이 넘는 관객들에게 라이브 공연을 펼쳤다. 종료 이후에 메인 콘서트 영상은 물론 개별 멤버 카메라까지 총 28억 개의 하트를 받아 비욘드 라이브 시리즈 내 6개 콘서트 중 현재까지 최고 기록을 세웠다. 콘서트 도중 #SUPERJUNIOR_Beyond라는 해시태그 'LIVE'는 13개국에서 처음으로 유행했고 아시아, 남아메리카, 중동 지역에 퍼져나갔다. 콘서트에서 슈퍼주니어는 그룹과 그 하위 유닛의 노래를 연주했다. 콘서트는 또한 2020년 6월 8일에 발매된 슈퍼주니어의 유닛 그룹인 슈퍼주니어-K.R.Y.가 발표한 새로운 미공개 트랙인 〈Home〉의 첫 번째 무대 공연을 장식했다.
슈퍼주니어는 2020년 12월에 그들의 10번째 스튜디오 음반인 《The Renaissance》스를 발매할 예정이었다. 2020년 11월 6일 그룹의 15주년을 기념하기 위해 〈The Melody〉라는 제목의 사전 발매 싱글이 발매되었다. 같은 달, 밴드는 아시아 이외의 다른 지역에서 그들을 대표하기 위해 미국에 기반을 둔 재능 및 식자 기관인 ICM 파트너와 계약을 맺었다. 12월 10일에는 음반의 품질을 향상시키기 위해 그들의 음반 발매가 2021년 1월로 연기될 것이라고 발표되었다. 한편, 슈퍼주니어는 12월 12일에 2020 더 팩트 뮤직 어워드 동안에서 그들의 앨범에서 발표되지 않은 새로운 싱글을 발표했다. 1월 8일에는 이 음반의 새 발매일이 2월 16일이 될 것이라고 발표되었다. 하지만 2월 1일에 이 음반의 발매일이 3월 16일로 다시 연기되었다고 발표했다.
한편 밴드는 2021년 1월 27일에 데뷔 15주년을 기념해 일본 컴필레이션 음반을 발매하기도 했다. 이 음반은 일본 레이블 에이벡스 트랙스로 발매되었고, 〈Star〉와 〈Coming Home〉이라는 2곡만 수록되었다. 이 앨범은 발매 당일 오리콘 데일리 앨범 차트 3위, 오리콘 주간 앨범 차트 5위에 올라 좋은 반응을 얻었다.

### 2023년 ~ 현재: 멤버들 SM엔터테인먼트 소속 만료, 데뷔 20주년
2023년 7월 14일 슈퍼주니어가 소속사 SM엔터테인먼트와 재계약을 하였으며 멤버 은혁, 동해, 규현은 재계약하지 않고 팀 활동에는 참석한다고 밝혔다.
8월 7일 멤버 규현은 안테나 소속사와 계약을 체결하였다.
9월 1일 멤버 은혁, 동해는 오드 엔터테인먼트 소속사를 설립하여 소속사 대표가 되었다.
2025년 7월 8일, 데뷔 20주년 기념 정규 12집 《Super Junior25》으로 컴백하였다.

## 구성원
| 이름 | 소개 |
| ---- | --- |
| 이특 | - 본명 : 박정수 - 생년월일 : 1983년 7월 1일(42세) - 출생지 : 대한민국 서울특별시 은평구 - 소속유닛 : 슈퍼주니어-L.S.S. - 소속사 : SM엔터테인먼트  |
| 희철 | - 본명 : 김희철 - 생년월일 : 1983년 7월 10일(41세) - 출생지 : 대한민국 강원도 횡성군 - 소속사 : SM엔터테인먼트                                    |
| 예성 | - 본명 : 김종운 - 생년월일 : 1984년 8월 24일(40세) - 출생지 : 대한민국 충청남도 천안시 - 소속유닛 : 슈퍼주니어-K.R.Y - 소속사 : SM엔터테인먼트    |
| 신동 | - 본명 : 신동희 - 생년월일 : 1985년 9월 28일(39세) - 출생지 : 대한민국 경기도 수원시 - 소속유닛 : 슈퍼주니어-L.S.S. - 소속사 : SM엔터테인먼트     |
| 은혁 | - 본명 : 이혁재 - 생년월일 : 1986년 4월 4일(39세) - 출생지 : 대한민국 경기도 고양시 - 소속유닛 : 슈퍼주니어-D&E - 소속사 : ODE엔터테인먼트        |
| 동해 | - 본명 : 이동해 - 생년월일 : 1986년 10월 15일(38세) - 출생지 : 대한민국 전라남도 목포시 - 소속유닛 : 슈퍼주니어-D&E - 소속사 : ODE엔터테인먼트    |
| 시원 | - 본명 : 최시원 - 생년월일 : 1987년 2월 10일(38세) - 출생지 : 대한민국 서울특별시 송파구 - 소속유닛 : 슈퍼주니어-L.S.S. - 소속사 : SM엔터테인먼트 |
| 려욱 | - 본명 : 김려욱 - 생년월일 : 1987년 6월 21일(38세) - 출생지 : 대한민국 인천광역시 부평구 - 소속유닛 : 슈퍼주니어-K.R.Y - 소속사 : SM엔터테인먼트  |
| 규현 | - 본명 : 조규현 - 생년월일 : 1988년 2월 3일(37세) - 출생지 : 대한민국 서울특별시 노원구 - 소속유닛 : 슈퍼주니어-K.R.Y - 소속사 : 안테나           |

### 이전 구성원
| 이름 | 소개 |
| ---- | --- |
| 한경 | - 본명 : 한긍 (중국어 간체자: 韩庚, 정체자: 韓庚, 병음: hán gēng, 한자음: 한경) - 생년월일 : 1984년 2월 9일(41세) - 출생지 : 중국 헤이룽장성 무단장시 - 소속사 : 위에화 엔터테인먼트 |
| 강인 | - 본명 : 김영운 - 생년월일 : 1985년 1월 17일(40세) - 출생지 : 대한민국 서울특별시 서대문구 - 소속사 : SM엔터테인먼트                                                                 |
| 기범 | - 본명 : 김기범 - 생년월일 : 1987년 8월 21일(37세) - 출생지 : 대한민국 서울특별시 강남구 - 소속사 : PA엔터테인먼트                                                                   |
| 성민 | - 본명 : 이성민 - 생년월일 : 1986년 1월 1일(39세) - 출생지 : 대한민국 경기도 고양시 - 소속사 : SM엔터테인먼트                                                                        |

### 타임라인
- 빨간색 (수평) = 활동
- 검은색 (수평) = 미활동
- 자주색 (수평) = 군복무로 인한 미활동
- 검은색 (수직) = 스튜디오 음반

## 같이 보기
- 대한민국의 역대 음반 판매량 순위 목록